# Вајтинсвил (Масачусетс)
Вајтинсвил (енгл. Whitinsville) насељено је место без административног статуса у америчкој савезној држави Масачусетс.

## Демографија
По попису из 2010. године број становника је 6.704, што је 364 (5,7%) становника више него 2000. године.
| Група             | 2000.         | 2010.         |
| Белци             | 5.951 (93,9%) | 6.214 (92,7%) |
| Афроамериканци    | 64 (1,0%)     | 54 (0,8%)     |
| Азијати           | 21 (0,3%)     | 74 (1,1%)     |
| Хиспаноамериканци | 151 (2,4%)    | 252 (3,8%)    |
| Укупно            | 6.340         | 6.704         |